# Deux garçons, la mer

Deux garçons, la mer (At Swim, Two Boys) est un roman de l'auteur irlandais Jamie O'Neill paru en 2001. Le titre est un jeu de mots sur le titre de Flann O'Brien, At Swim-Two-Birds. Le livre est raconté dans le style du courant de conscience, qui a été comparé à James Joyce.

## Résumé
Situé à Dublin avant et pendant l'insurrection de Pâques 1916, Deux garçons, la mer conte l'histoire de deux jeunes Irlandais : Jim Mack et Doyler Doyle. Jim est calme, studieux, rêveur, et naïf ; Doyler est franc, rebelle, courageux, et affectionné. Avant les événements racontés dans le roman, les garçons étaient des camarades d'école, mais depuis que Doyler a abandonné sa scolarité pour trouver du travail et nourrir sa famille, ils ont grandi séparément. Ils sont aussi reliés par leurs pères, qui ont servi dans l'armée ensemble lors de la seconde guerre des Boers et étaient amis. M. Mack, dans le but d'améliorer son statut social, a essayé de s'éloigner de M. Doyle. Il se sent cependant coupable de l'avoir abandonné, et encourage l'amitié entre son fils et Doyler Doyle.
C'est en nageant que les deux garçons renforcent leur amitié, et la font évoluer vers l'histoire d'amour. Doyler apprend à Jim à nager dans la baie de Dublin, et tous deux font le serment d'aller à la nage jusqu'à la petite île de Muglins Rock le dimanche de Pâques de l'année suivante, soit 1916. Au même moment, cependant, les réalités de la vie quotidienne interviennent. Jim fréquente une école catholique, où il est l'objet de l'obsession d'un moine, et Doyler doit gagner de l'argent pour sa famille, appauvrie par l'alcoolisme et la maladie de son père. Par le biais de Doyler, fervent socialiste, Jim s'engage dans le mouvement nationaliste irlandais, et les deux jeunes se joignent aux Irish Volunteers.
Le troisième personnage-clé de l'histoire des deux garçons est Anthony MacMurrough, un riche Irlandais élevé en Angleterre, qui vient juste de purger deux ans de travaux forcés pour attentat à la pudeur (l'ancienne appellation en Angleterre pour l'homosexualité). Revenu en Irlande, il vit chez sa tante Eveline MacMurrough, qui veut laver sa réputation au moyen d'un riche mariage. MacMurrough fait la connaissance de Doyler puis de Jim, et se prend d'affection pour les deux garçons dont il suit l'amour naissant. Il devient leur mentor, les éclairant aussi bien sur la natation que sur l'homosexualité ou la philosophie.
Deux garçons, la mer publié en 2005 aux éditions Passage du Désir, a été republié en format poche dans la collection Libretto, aux éditions Phébus en 2013. Il est traduit de l'anglais (Irlande) par Carine Chichereau.

## Adaptation théâtrale
Deux garçons, la mer a été adapté en pièce de théâtre. L'adaptation qu'en a fait Christophe Garro, a reçu l'accord de Jamie O'Neill, et a été créée à la rentrée 2014 à Paris, dans sa version française.